# Tang Shangdi
Tang Shangdi (chinois : 唐殤帝 ; pinyin : táng shangdi) (né en 695 ou en 698 sous le nom de Li Chongmao (李重茂) – mort le 5 septembre 714), aussi connu sous le nom d’empereur Shao (少帝), est un empereur de la dynastie Tang qui régna brièvement sur la Chine en 710.
Li Chongmao était le plus jeune fils de l'empereur Zhongzong et de l'une de ses concubines. En 700 il devient prince de Beihai puis prince de Wen en 705. À l'époque, le trône était fortement convoité par l'impératrice Wei et sa fille la princesse Anle. Malgré la puissance de ces dernières, la princesse ne réussit pas à convaincre l'empereur d'en faire son héritière. L'impératrice, qui souhaitait gouverner à la manière de Wu Zetian, la mère de Zhongzong, décide alors d'empoisonner l'empereur en 710. Profitant de son influence, elle fait couronner le jeune Li Chongmao, alors prince de Wen, dans l'espoir de le manipuler et de devenir impératrice douairière.
Les plans de l'impératrice sont cependant contrariés par un coup d'état organisé un mois après le couronnement de Tang Shangdi. Ce coup, organisé par la princesse Taiping et Li Longji, respectivement sœur et neveu de l'empereur, provoque la mort de l'impératrice Wei et de sa fille. Le 25 juin 710, le jeune Tang Shangdi est contraint d'abdiquer après un règne de 17 jours et Li Dan, père de Li Longji et ex-empereur Ruizong, s'empare du trône.
Li Chongmao est ensuite renvoyé de la capitale Chang'an et devient prince de Xiang en 711. Il meurt quatre ans plus tard et acquiert le titre posthume de « Shang », ce qui signifie « mort en étant jeune ».